# St. Albert
St. Albert is een stad in de Canadese provincie Alberta gelegen ten noordwesten van de hoofdstad Edmonton aan de Sturgeon River. Volgens de volkstelling van 2021 telde St. Albert 68.232 inwoners op een oppervlakte van 47,84 km2. De stad ligt op een hoogte van 665 meter boven zeeniveau.
St. Albert werd in 1861 gesticht door Albert Lacombe en was van origine een Franse Katholieke gemeenschap.

## Geboren
- Dominique Bouchard (29 mei 1991), zwemster

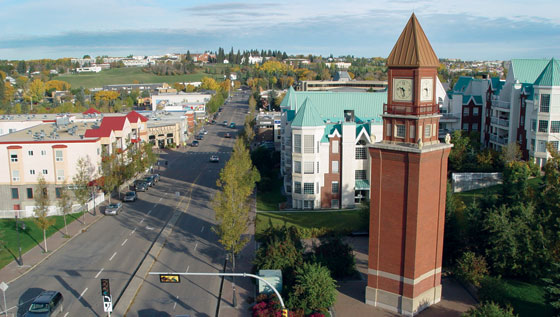
Centrum van St Albert
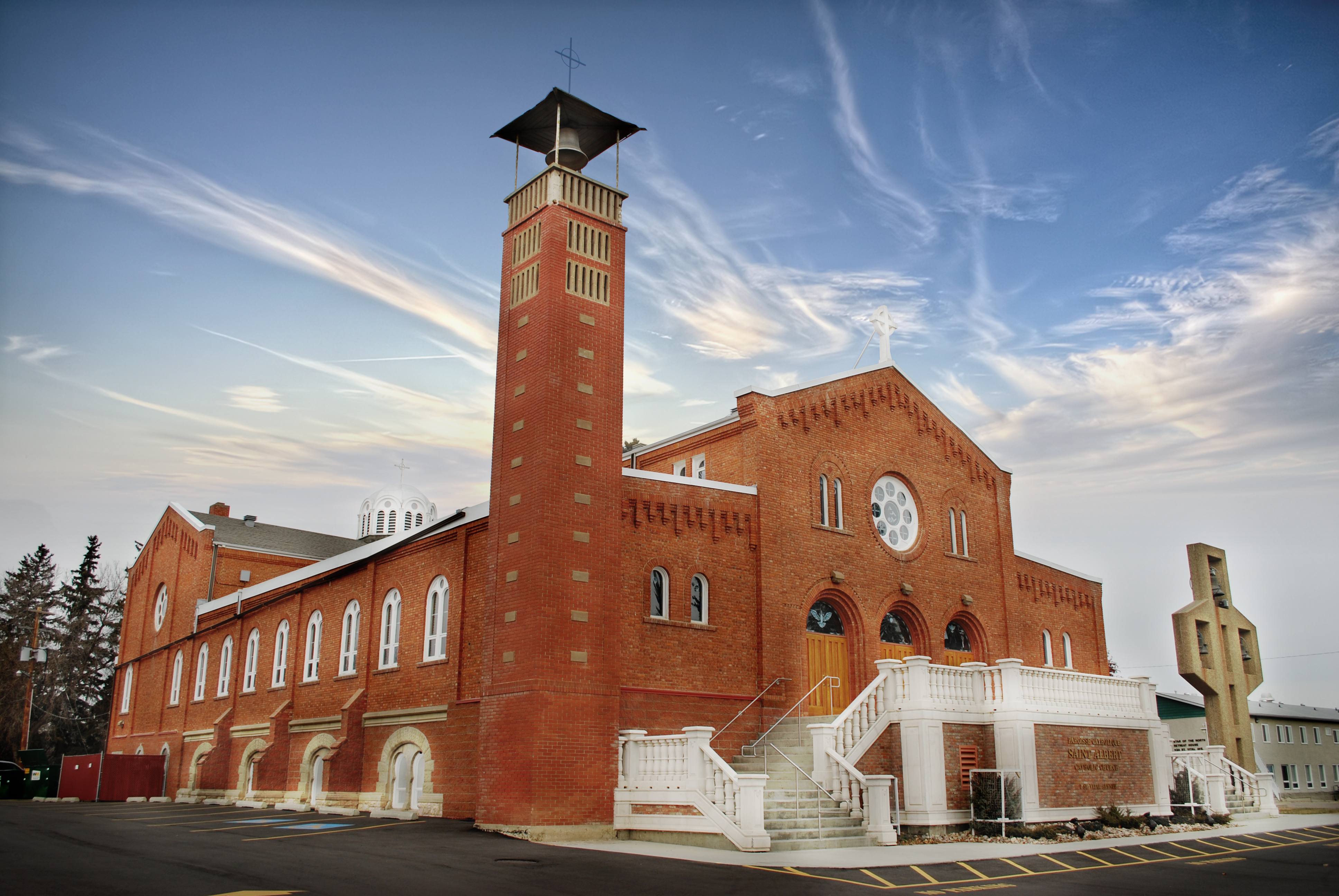
St Albert Parish
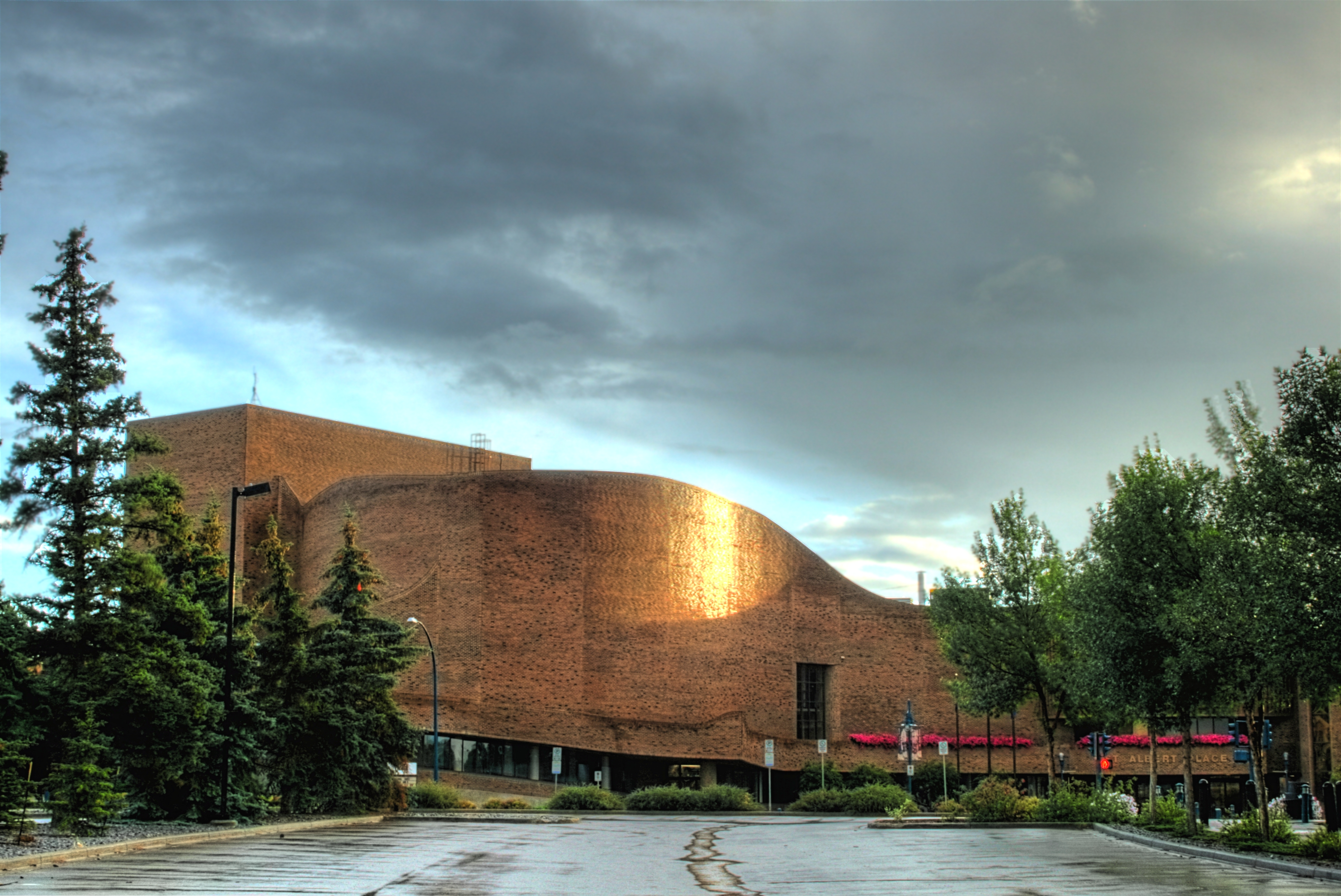
St Albert Place
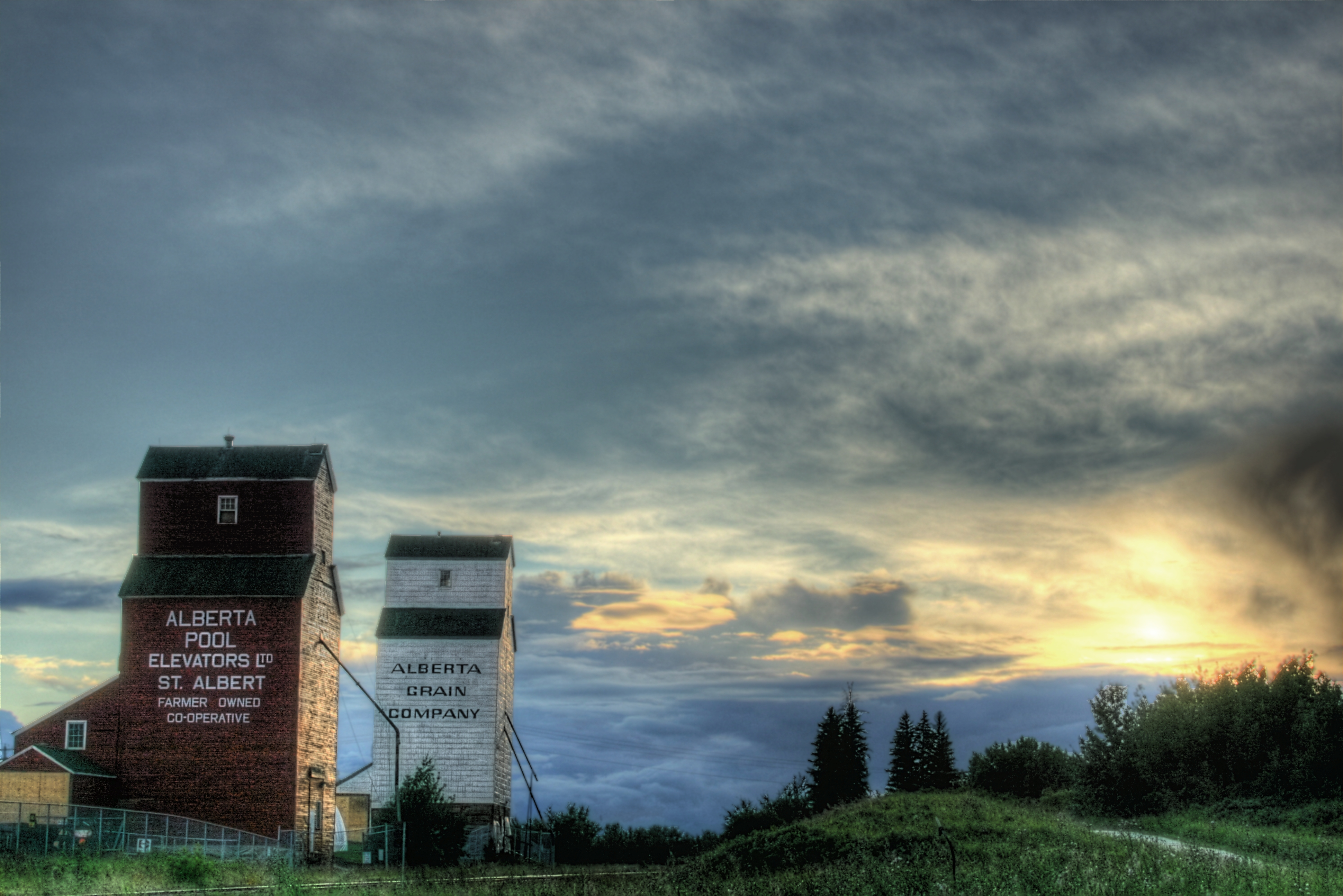
Graansilo's